# موسی کلیم‌الله: به وقت طلوع
موسی کلیم‌الله: به وقت طلوع فیلمی ایرانی به نویسندگی و کارگردانی ابراهیم حاتمی‌کیا و تهیه‌کنندگی سید محمود رضوی محصول سال ۱۴۰۳ است. موسی کلیم‌الله، داستان زندگی موسی را روایت می‌کند و مریلا زارعی با همراهی علیرضا کمالی، نقش پدر و مادر او را به تصویر می‌کشند.
فرج‌الله سلحشور، فیلم‌نامهٔ ابتدایی این فیلم را نوشته بود، و پس از درگذشت او، حاتمی‌کیا بازنویسی آن را انجام داد. تولید آن بیش از چهار سال زمان برد. این فیلم که با امکاناتی از فناوری تولید مجازی توسط سیمافیلم ساخته شده، نسخهٔ سینمایی از مجموعه‌ای تلویزیونی با همین نام است که در مراحل تولید قرار دارد.
موسی کلیم‌الله نخستین بار در ۱۸ بهمن ۱۴۰۳ در چهل و سومین دوره جشنواره فیلم فجر به نمایش گذاشته شد. این فیلم از ۸ اسفند ۱۴۰۳ در سینماهای ایران اکران شد. منتقدان نقدهای ضد و نقیضی به این فیلم دادند.

## بازیگران
| بازیگر          | نقش      | توضیحات نقش                                |
| --------------- | -------- | ------------------------------------------ |
| مریلا زارعی     | یوکابد   | مادر موسی                                  |
| علیرضا کمالی    | عمران    | پدر موسی                                   |
| بهنام تشکر      | فرعون    | از فراعنه مصر باستان                       |
| بهاره کیان‌افشار | آسیه     | همسر فرعون                                 |
| شکیب شجره       | راموس    | فرمانده سپاه فرعون                         |
| فرهاد آئیش      | آنوبیس   | خواب‌گزار فرعون                             |
| فرهاد آئیش      | اورییل   | پیر و رهبر سِبط (خاندان) لاوی از بنی‌اسرائیل |
| طوفان مهردادیان | آنخ‌ماهور | رئیس کاهنان معبد آمون                      |
| مریم سرمدی      | فوعه     | قابله دربار                                |
| مسعود رحیم‌پور   | هامان    | مشاور فرعون                                |
| کامبیز امینی    | آندخوی   | مرد سبدفروش                                |
| بهار نوحیان     | بدون‌نام  | زنی از بنی‌اسرائیل                          |
| گندم شیخی       | میریام   | خواهر موسی                                 |
| دلسا محمدی      | هارون    | برادر موسی                                 |

## تولید
رضا مصطفوی، محقق و مشاور پروژه، گفت که کار پژوهش مجموعهٔ موسی کلیم‌الله از سال ۱۳۸۸ با فرج‌الله سلحشور آغاز شد و همهٔ منابع ادیان ابراهیمی و غیر ابراهیمی، از یهود تا مسیحیت مورد بررسی قرار گرفتند. برای به‌روزرسانی پروژه، حاتمی‌کیا فیلم‌نامه سلحشور را کنار گذاشت و فیلم‌نامه جدیدی نوشت. هر دو فیلم‌نامه بر اساس پژوهش جامعی نوشته شد و در اصل داستان تفاوتی وجود ندارد.
برای ساخت فیلم از فناوری Virtual Production (تولید مجازی) استفاده شد که با استفاده از نمایشگرهای LED عظیم، محیط‌های دیجیتالی در پس‌زمینه صحنه ایجاد و جایگزین پرده سبز (Green Screen) شده است.
قائم‌مقام معاون سیما گفته که فیلم‌نامه این فیلم مستقل از نسخه تلویزیونی است. قائم‌مقام معاون سیما یادآوری کرد: «در واقع، نمونه سریالی و نمونه سینمایی فیلمنامه‌های جداگانه‌ای لازم دارند. در مواردی سکانس‌ها یا پلان‌هایی مختص فیلم سینمایی تولید می‌شود که در نسخه سریالی و برای نمایش در قاب تلویزیون موردنیاز نیست؛ اما نسخه سینمایی به‌لحاظ زیبایی‌شناسی به آن نیاز دارد.»

## انتشار
موسی کلیم‌الله نخستین بار در ۱۸ بهمن ۱۴۰۳ در چهل و سومین دوره جشنواره فیلم فجر به نمایش گذاشته شد. این فیلم در ۸ اسفند ۱۴۰۳ در ایران اکران شد.

## بازخورد

### گیشه
موسی کلیم‌الله: به وقت طلوع پرفروش‌ترین فیلم غیرکمدی جشنواره فجر شد و پیش‌فروش بلیت‌های آن به اتمام رسید. این فیلم در نخستین روز اکران در ایران از ۲۴۸ سالن سینما، ۹۹۳ میلیون تومان فروش داشت.

### واکنش نقادانه
موسی کلیم‌الله: به وقت طلوع بازخوردهای متفاوتی از منتقدان در جشنواره فیلم فجر گرفت؛ به گزارش بی‌بی‌سی فارسی، این فیلم در جلب نظر مثبت منتقدان ناموفق بود و «بی‌روح و آشفته» توصیف شد. به عقیدهٔ محمد تقی‌زاده در ایرنا، «توجه کارگردان بیش از حد صرف جلوه‌های ویژه و ساختار بصری شده و قصه‌گویی در اولویت اول قرار نگرفته است.»
از سویی دیگر برخی منتقدان نیز به تمجید از فیلم پرداختند، به نظر محمد تقی فهیم: «موسی کلیم‌الله، باشکوه‌ترین و بهترین فیلم تاریخی-مذهبی سینمای ایران است که ابراهیم حاتمی‌کیا آن را ساخته است.» چندین منتقد به نقش محوری زنان در داستان این فیلم اشاره کردند.
مسعود فراستی گفت:
فیلم بسیار پرحاشیه، پرسروصدای جشنواره فجر؛ فیلمی که یه اتوده یه تسته برای آیندشون؛ استفاده از ویدئو وال به بدترین شکل ممکن، از آب و آتیش‌هایی که آنقدر بیرون میزنن از قاب که هیچی نمیتونن بسازن، ویدئو وال هر چقدر که تکنیکش رو یاد بگیرید باز مال ما نمیشه اینو باید بفهمیم ما این نوع تکنولوژی - استفاده از هوش مصنوعی، استفاده از ویدئو وال و غیره - مال سینمای ایران نیست، سینمامون هنوز صنعتی نشده، اینا عارض میشه برش و این سینمای عارضی بدرد ما نمیخوره، چیزی به ما اضافه نمیکنه حسی تولید نمیکنه و فقط فیلم رو خراب میکنه. فیلمه… فیلم که نه تست حاتمی‌کیا تست بسیار ضعیفیه نه کاراکتر میسازه نه فضا میتونه بسازه و هیچی؛ متأسفم برای ابراهیم حاتمی‌کیا که مهم‌ترین به نظر من فیلمساز بعد از انقلاب ما بوده تا همین اواخر.
همایون سامه‌یح نجف‌آبادی نماینده کلیمیان در مجلس شورای اسلامی دربارهٔ این فیلم گفت: «فیلم موسی کلیم‌الله بدون کوچک‌ترین سوءگیری ساخته شده و کوچک‌ترین توهینی به جامعه یهودی نداشت.» این نماینده مجلس طی نامه‌ای از حاتمی‌کیا تشکر کرد.
احمد مروی، تولیت آستان قدس رضوی پس از تماشای فیلم یکی از نقاط قوت این اثر را «استفاده از تکنولوژی‌های نوین با بهره‌گیری از ظرفیت‌های داخلی و جوانان متخصص کشور» دانست و افزود: «آقای حاتمی‌کیا در این اثر، با دقت و ظرافت ضمن وفاداری به منابع مذهبی و تاریخی، داستانی عمیق و تأثیرگذار را خلق کرده‌اند، علاوه بر کارگردانی قوی، بازی‌های درخشان بازیگران، به‌ویژه خانم زارعی و دیگر هنرمندان، به این اثر عمق و جذابیت بیشتری بخشیده است.»
علی لاریجانی موسی کلیم‌الله را برای جامعه «هویت ساز» دانست و گفت: «با توجه به اینکه از تکنیک‌های جدید هم استفاده کرده‌اند، یک شروع خوبی برای دوره جدید فیلم‌سازی در تاریخ ایران به شمار می‌رود. چندین بار که فیلم را دیدم، احساس می‌کردم درحال عبادت هستم. آنقدر که این فیلم در انسان جرقه‌هایی را در قلب آدم ایجاد می‌کند»

### جوایز و نامزدی‌ها
| جایزه                             | رده                           | نامزد            | نتیجه    | منبع   |
| --------------------------------- | ----------------------------- | ---------------- | -------- | ------ |
| چهل و سومین دوره جشنواره فیلم فجر | بهترین فیلم                   | سید محمود رضوی   | نامزدشده | [ ۲۹ ] |
| چهل و سومین دوره جشنواره فیلم فجر | بهترین کارگردانی              | ابراهیم حاتمی‌کیا | نامزدشده | [ ۲۹ ] |
| چهل و سومین دوره جشنواره فیلم فجر | بهترین بازیگر نقش اول زن      | مریلا زارعی      | نامزدشده | [ ۲۹ ] |
| چهل و سومین دوره جشنواره فیلم فجر | بهترین بازیگر نقش مکمل مرد    | فرهاد آئیش       | برنده    | [ ۲۹ ] |
| چهل و سومین دوره جشنواره فیلم فجر | بهترین بازیگر نقش مکمل مرد    | بهنام تشکر       | نامزدشده | [ ۲۹ ] |
| چهل و سومین دوره جشنواره فیلم فجر | بهترین بازیگر نقش مکمل زن     | بهاره کیان‌افشار  | نامزدشده | [ ۲۹ ] |
| چهل و سومین دوره جشنواره فیلم فجر | بهترین فیلمنامه               | ابراهیم حاتمی‌کیا | نامزدشده | [ ۲۹ ] |
| چهل و سومین دوره جشنواره فیلم فجر | بهترین فیلم‌برداری             | تورج منصوری      | نامزدشده | [ ۲۹ ] |
| چهل و سومین دوره جشنواره فیلم فجر | بهترین چهره‌پردازی             | شهرام خلج        | برنده    | [ ۲۹ ] |
| چهل و سومین دوره جشنواره فیلم فجر | بهترین طراحی لباس             | آذر محمدی        | برنده    | [ ۲۹ ] |
| چهل و سومین دوره جشنواره فیلم فجر | بهترین طراحی صحنه             | کیوان مقدم       | برنده    | [ ۲۹ ] |
| چهل و سومین دوره جشنواره فیلم فجر | بهترین جلوه‌های ویژه بصری      | علیرضا واعظ      | برنده    | [ ۲۹ ] |
| چهل و سومین دوره جشنواره فیلم فجر | بهترین فیلم از نگاه تماشاگران | سید محمود رضوی   | نامزدشده | [ ۲۹ ] |

## برای مطالعهٔ بیشتر
- «نگاهی به ۳۳ فیلم چهل‌وسومین جشنواره فیلم فجر/ از صد دام تا موسی کلیم‌الله» در باشگاه خبرنگاران جوان
- «از فیلم‌های جشنواره فجر چه می‌دانیم؟» در ایسنا